# ムント
ムント（ドイツ語: Munt）とは、ゲルマン民族の社会における家父長権のことである。ゲルマン社会では家は一つの「自由圏」あるいは「平和領域」として政治的な単位であり、私法上の主体となった。ゆえに家の支配者である家父は家に所属する人と物に対して強力な支配権を有していた。家はより大きな共同体であるジッペに属していた。

## 定義と特徴
ムントは支配権と保護義務から成り立っている。妻子の財産は全て家父が管理した。ムントに付随する財産処分権をゲヴェーレ（Gewere）といい、家父に帰属した。ただし家が本来的に受け継いできた財産、世襲財産についてはゲヴェーレが制限されていた。家父は世襲財産を相続人に相続させる義務もまた持っていたからである。部族によって異なるものの、家の親族あるいはジッペの男子成員に相続権があり、世襲財産の処分には相続人の同意が必要であった。
中世の初期には家父は子を殺したり譲渡しても罰せられることがなかった。中世の法概念ではムントを持たない未成年者や女性は一人前とは見なされず、ムントがなければ裁判を争うことができなかった。裁判においては家父が保護下の妻子に代わって違反行為の責任を負い、また権利請求を代理した。
男子は成人すれば家父のムントから一定の自立を認められ、さらに所帯を持つと完全に独立した。また託身契約によって、有力者の従士となった青年は家父のムントを離れ、主君のムントに服した。女子はムント婚によってのみ、家父の権限を脱し、夫のムントに服した。ほかに夫のムントが発生しないより自由な恋愛婚が存在した。未亡人は夫の相続人になることは認められておらず、のちには婚姻の際に夫婦財産契約（libelladotis）が結ばれるようになった。中世の初期には、離婚は比較的容易におこなうことができ、カロリング朝初期までは伯裁判所に赴いて離婚宣言をすれば容易に達成された。ムント婚の場合は妻の側に離婚の権限はなく、家父である夫が離婚の権限を持っていた。恋愛婚の場合はおそらく妻の側にも離婚の意思表示が認められていた。ただし、ムント婚でも、のちには夫の不義を理由として妻が離婚を正当化することができるようになった。教会は一夫一婦制を推奨し、また離婚を不道徳としていたから、9世紀以降徐々にムント婚が支配的となり、恋愛婚は非合法化された。

### ローマ法社会の家父長権
ところで、ローマ法においても同様の家父長権が存在したが、ローマ法では大きく2つの概念に分かれていた。妻に対する権力である「マヌス（manus、「手」を意味する）」と、子孫に対する権力である「ポテスタス（potestas、「力」を意味する）」である。ただし共和政時代の初期には家父長権は所有権と未分化であったと考えられている。
ローマ社会でも家父長権の発生するマヌス婚と家父長権の発生しない自由婚が存在した。マヌス婚はムント婚と非常に似通っているが、ムント婚と異なり、妻は夫の財産を「娘と同じように」相続することができた。自由婚の場合は夫のマヌスに服することはなかったが、十二表法では自由婚でも婚姻生活を1年継続すると妻に対する夫の「使用取得（ウスカピオ）」によって、夫権が発生するとされた。これをウスス婚という。自由婚を継続したい場合は妻が1年に3日間外泊して夫の「使用権」を中断させればよいとされた。しかしウスス婚は帝政期には全く廃れた。